# Wild Energy. Lana
Wild Energy. Lana (ukrajinsky Дика енергія. Лана, přepis: Dyka enerhija. Lana, rusky Дикая энергия. Лана, přepis: Dikaja eněrgija. Lana) je fantasy novela napsaná v roce 2006 autory Marynou a Serhijem Ďačenkovými. Autoři byli vyhlášeni nejlepšími evropskými spisovateli fantasy pro rok 2005. Hlavní hrdinka příběhu se jmenuje Lana. Dílem se inspirovala ukrajinská zpěvačka Ruslana. O děj se opírá mnoho prvků jejího stylu Wild Energy.
Kniha byla vydána ve dvou vazbách.

## Příběh
Lana, hlavní hrdinka příběhu, žije ve městě postiženém energetickou krizí a pracuje jako pixel. To znamená, že jako miliony jiných vystupuje každý den ve dvacetiminutové světelné show pro cizince. Pixely se oblékají do barevných šatů a během každého západu slunce dostávají do sluchátek formou hudby rozkazy. Každý z nich znamená nějaký typ pohybu. Tímto cvičením a tančením ve slunečním svitu odrážejí jejich kostýmy různé barvy a celá show je viditelná na jedné velké obrazovce ve městě.
Po každé světelné show obdrží všechny pixely (doslova „syntetičtí lidé“) energetický box, díky němuž přežijí do dalšího přídělu. Pokud udělají během show chybu a obraz bude v důsledku toho deformovaný, žádný box neobdrží. Pokud si neuloží žádnou energii z předchozích přídělů, následující den nepřežijí.
Nejlepší přítelkyně Lany Eva takovou chybu udělá a nedostane svoji energii. Lana zkusí všechno, co může, ale její snažení není korunováno úspěchem. Ve městě koluje fáma, podle které někteří lidé energetické boxy nepotřebují a stačí jim energie jejich srdcí a ducha. Tito lidé jsou pronásledováni energetickou policií a zabíjeni v „továrně“ (mystické místo, o kterém nikdo nic neví) a jejich energie je užita k dobíjení energetických boxů.
Lana je rozhodnuta tyto Divoké lidi najít a zkusit žít jen s pomocí své vlastní energie (fráze „Najdu ji nebo zemřu“ – „I'll find it or die“ – se stala nejen mottem knihy, ale též celého projektu Ruslany). Našla je v místě zvaném „Overground“. Nachází se na střechách opuštěných nebo polorozpadlých vysokých mrakodrapů, kde na ně nikdo nemůže. Vytvořili si svůj vlastní svět, kulturu a specifický způsob cestování – křídla i vlastní jazyk podobný ptačímu. Lana s nimi nějaký čas pobude, najde si zde přátele a stane se z ní výkonný „generátor divoké energie“, za což je pronásledována energetickou policií. Jednoho dne zjistí, že když jí policisté hledali, zaútočili také na „Divoké lidi“ z „Overground“. Měla tedy štěstí, že zrovna nebyla doma. Když se vrátí, najde tam vše zdevastované. Vydává se zničit továrnu, kde mohli její kamarádi s největší pravděpodobností skončit.
Na cestě potkává lidi – „vlky“, kteří žijí v lese. Zůstane tam a učí se od nich, jak svolat přírodní síly, což jí pomůže zničit továrnu. Během těchto rituálů je jí pomoženo malým bubnem, který dostane jako dárek od jednoho starého chlápka z města. Shromáždí partu mladých „divokých vlků“ a jdou bojovat s továrnou a její zničující energií. První pokus nevyjde a mladí vlci zemřou, ale Laně se povede se do továrny dostat. Je chycena jejím správcem, který sám sebe nazývá „Srdce továrny“. Stane se jeho rukojmím. Zde autor knihy několikrát naznačí, že by správce mohl být jejím otcem, ale nikde to není řečeno přímo.
Lana uteče a zachrání své přátele z „Overground“. Jdou zpět k lidem – „vlkům“ a opět bojují s továrnou. Charakteristickými zbraněmi jsou rozdílné hudební nástroje nebo předměty schopné produkovat hluk. Všechny zvuky a rytmy jsou ale ztraceny, když se k továrně přiblíží. Její „antirytmus“ je silnější než jakákoliv životní energie či energie srdce. Úkolem Lany se stane tento „antirytmus“ zničit svoláním blesků, které musejí současně zasáhnout několik nejslabších míst továrny k jejímu zničení.
Jejím kamarádům se to povede a dostanou se dovnitř, ale „antirytmus“ je téměř zabije. Přežijí, protože „Srdce továrny“ jim pomůže být v nebezpečné zóně „antirytmu“ na správných místech. On pak zemře a Lana se svými přáteli v pořádku vyvázne. „Divocí“ se vrátí zpět do svých domovů a ona se stane novým správcem továrny, novým „Srdcem“.